# Martie 1993
Acest articol este generat integral pe baza informațiilor din articolul 1993 și este actualizat periodic de un robot.
 Editările făcute în articol vor fi șterse la următoarea actualizare! Dacă doriți să faceți modificări, editați articolul-sursă.

ianuarie -
februarie -
martie -
aprilie -
mai -
iunie -
iulie -
august -
septembrie -
octombrie -
noiembrie -
decembrie
Martie 1993 a fost a treia lună a anului și a început într-o zi de luni.

## Evenimente
- 27 martie: Jiang Zemin devine președinte al Chinei. Este succesorul lui Yang Shangkun.

## Nașteri
- 1 martie: Juan Bernat Velasco, fotbalist spaniol
- 2 martie: Maria Yaremchuk, cântăreață ucraineană
- 3 martie: Antonio Rüdiger, fotbalist german
- 4 martie: Q22351214, jucătoare de tenis mexicană
- 5 martie: Frederico Rodrigues Santos, fotbalist brazilian
- 8 martie: Ergys Kaçe, fotbalist albanez
- 9 martie: Zakaria Labyad, fotbalist marocano-neerlandez
- 11 martie: Roman Șumchin, fotbalist din R. Moldova (atacant)
- 15 martie: Paul Labile Pogba, fotbalist francez
- 15 martie: Diego Carlos, fotbalist brazilian
- 15 martie: Aleksandra Krunić, jucătoare de tenis sârbă
- 17 martie: Simon Sluga, fotbalist croat (portar)
- 18 martie: Branko Jovičić, fotbalist sârb
- 18 martie: Constantin Nica, fotbalist român
- 19 martie: Hakim Ziyech, fotbalist marocano-neerlandez
- 20 martie: Sloane Stephens, jucătoare americană de tenis
- 21 martie: María Ólafsdóttir, cântăreață islandeză
- 25 martie: Leonardo Spinazzola, fotbalist italian
- 28 martie: Matija Nastasić, fotbalist sârb
- 29 martie: Thorgan Hazard, fotbalist belgian
- 30 martie: Anitta (Larissa de Macedo Machado), muziciană braziliană
- 30 martie: Anitta, muziciană braziliană

## Decese
Anšlavs Eglītis, 86 ani, scriitor, pictor și jurnalist leton (n. 1906)
Wilhelm Georg Berger, 64 ani, compozitor român (n. 1929)
Chishū Ryū, 88 ani, actor japonez (n. 1904)
Constantin Anton, 98 ani, general român (n. 1894)
Helen Hayes, 92 ani, actriță americană (n. 1900)
Ionel Jianu, 87 ani, critic de artă și eseist român (n. 1905)
Mark Hughes, 60 ani, politician britanic (n. 1932)
Jacques Madaule, 94 ani, scriitor francez (n. 1898)
Polykarp Kusch, 82 ani, fizician german, laureat al Premiului Nobel (1955), (n. 1911)
Bogdan Istru (n. Ion Bădărău), 78 ani, poet român (n. 1914)
Jean David, 85 ani, pictor israelian (n. 1908)
Victor Felea, 69 ani, scriitor român (n. 1923)
Miklós Horthy, Jr., 86 ani, politician maghiar (n. 1907)
Eugen Drăguțescu, 79 ani, pictor român (n. 1914)
Edgar Papu (n. Edgard I. Pappu), 84 ani, eseist și critic literar român, membru post-mortem al Academiei Române (n. 1908)
Brandon Lee, 28 ani, artist de arte marțiale și actor american (n. 1965)